# Río de los Santos
El río de los Santos es una corriente de agua del este de la península ibérica, afluente del río Cáñoles, que discurre por la provincia de Valencia, España.  

## Descripción
Emana en la surgencia cárstica de la Fuente de los Santos, atravesando su cauce las poblaciones de Alcudia de Crespins y Canals, desemboca su caudal por el margen izquierdo del río Cáñoles. El lugar donde nace se sitúa a 165 msmn, en la zona conocida como el Nacimiento; siendo este punto, uno de los principales desagües naturales de la plataforma carbonatada del Macizo del Caroche. Su recorrido lo realiza por un valle encajado sobre rocas tobáceas, teniendo una longitud de unos 6 km. Aunque en la actualidad permanece prácticamente seco a lo largo de todo el año, en periodos puntuales es sangrado artificialmente mediante pozos para el aprovechamiento agrícola de la huerta tradicional. Su caudal en régimen natural se situaría por encima de los 1000 l/s, muy regular a lo largo de todo el año, característica esencial de los manantiales cársticos. En las observaciones del botánico Cavanilles es citado a su paso por enclave geográfico: «La felicidad de tantos pueblos se debe por la mayor parte a las aguas del rio de Sant Julián, que se conoce también con el nombre de fuente de los Santos, la más copiosa del reino».